# （仮称）美浜新庄ウィンドファーム
（仮称）美浜新庄ウィンドファーム（（かしょう）みはましんじょうウィンドファーム）は、東京都に本社を置く株式会社グリーンパワーインベストメントが、福井県三方郡美浜町に建設を計画している風力発電所である。

## 概要
事業実施想定区域は、美浜町新庄にある関西電力嶺南変電所の東の森林約1,268.15ha（うち、風力発電機の設置想定範囲は約160.50ha）で、野坂山地の庄部谷山と芦谷山から伸びる尾根筋一帯に、ローター直径約100～140m、最大高約140～190m、単発出力約3,400～4,200kWのプロペラ型風力発電機約20～25基を設置し、総出力最大105,000kWの発電を目指している。

事業実施想定区域（黒線で囲まれた区域） と 風力発電機の設置想定範囲（赤線で囲まれた区域）

## 事業実施想定区域とその周辺の自然環境
植生
環境省の植生調査によると、事業実施想定区域周辺は、最も自然度の高い「植生自然度9」の森林が、福井県内で最も広範囲に残されている地域である。

関西周辺の登山地図やガイドブックを多数執筆する草川啓三は、その著書『森の巨人たち』の中で野坂岳から三国山に至るコース（事業実施想定区域の東端で美浜町と敦賀市の境界を成す尾根）を紹介し、「関西の山では最も豊かなブナの林が続く稜線で、白山のチブリ尾根や釈迦新道にも負けないブナのコースではないかと思う。野坂岳の山頂から芦谷岳の南まで、幹回り3mを越えるブナの巨樹を何本も見ることができる。」と書いている。

事業実施想定区域のすぐ北側で、同区域に取り囲まれる甲森谷（こうもりだに）には、カツラ・トチノキ・サワグルミなどの巨木が多数あり、幹周り5～12ｍ超のカツラ15本が「甲森谷のカツラ巨木群」として環境省の「巨樹・巨木林データベース」に登録されている。
事業実施想定区域の東側の、黒河川の源流域には湿原があり、「黒河の湿原植生」が「福井県のすぐれた自然データベース」に登録されている。
事業実施想定区域の稜線上には、胸高周囲3〜4mのブナ巨木が多数あり、そのうち104本が環境省の「巨樹・巨木林データベース」に登録されている。

## 事業計画の進行状況
環境影響評価法に基づく環境アセスメント
- 2020年5月26日　計画段階環境配慮書の縦覧開始
- 2020年6月29日　計画段階環境配慮書の縦覧終了、配慮書一般意見締切。
- 2020年7月20日　福井県知事の意見
- 2020年7月31日　環境大臣の意見
- 2020年8月18日　経済産業大臣の意見
- 2021年1月14日　計画段階環境方法書の縦覧開始
- 2021年2月15日　計画段階環境方法書の縦覧終了
- 2021年3月 1日　方法書一般意見締切日
- 2021年8月12日　福井県知事の意見
- 2021年9月 2日　経済産業大臣の勧告